# Goniodes ortygis
Goniodes ortygis är en insektsart som beskrevs av Henry Denny 1842. Goniodes ortygis ingår i släktet medusalöss, och familjen fjäderlöss. Inga underarter finns listade i Catalogue of Life.